# 1294.
◄ | 12. stoljeće | 13. stoljeće | 14. stoljeće | ►
◄ | 1260-ih | 1270-ih | 1280-ih | 1290-ih | 1300-ih | 1310-ih | 1320-ih | ►
◄◄ | ◄ | 1291. | 1292. | 1293. | 1294. | 1295. | 1296. | 1297. | ► | ►►
Arhitektura • Astronomija • Glazba • Knjige • Književnost • Kršćanstvo • Medicina • Pravo • Promet • Znanost

## Rođenja
- Karlo IV., francuski kralj († 1328.)

## Vanjske poveznice
|  | Zajednički poslužitelj ima još gradiva o temi 1294. |